# Последний богатырь: Корень зла
«После́дний богаты́рь: Ко́рень зла» (также известен как «Последний богатырь 2») — российский приключенческий фильм 2021 года компании «Уолт Дисней Компани СНГ» и российской киностудии Yellow, Black and White, вторая часть основной трилогии «Последний богатырь», а также наряду с этим продолжение фильма 2017 года «Последний богатырь». Режиссёром стал Дмитрий Дьяченко, который снял и предыдущую часть, а продюсерами: Кахабер Абашидзе, Эдуард Илоян, Антон Златопольский, Виталий Шляппо, Денис Жалинский и Алексей Троцюк. В фильме снялись Виктор Хориняк, Мила Сивацкая, Екатерина Вилкова, Елена Яковлева, Константин Лавроненко, Сергей Бурунов, Елена Валюшкина и Кирилл Зайцев, а Гарик Харламов озвучил сказочного Колобка. По сюжету, после победы над злом в Белогорье воцарился мир. Иван вместе с возлюбленной Василисой наслаждается покоем и комфортным бытом, который скрашивают маленькие радости современного мира — от микроволновки до пылесоса. Однако Иван беспокоится о предстоящих Богатырских играх, в которых участвуют все молодцы из Белогорья, демонстрируя свою удаль и силу. Иван не чувствует в себе богатырской силы, поэтому боится опозориться перед невестой и отцом. Когда в самый разгар состязания пробуждается древнее зло, Ивану приходится объединиться и со старыми друзьями, и с новыми недругами.
Основные съёмки начались в июне 2019 года, съёмочная группа перемещалась между Московской областью, Республикой Карелия, Пермским краем и снова Северным Кавказом, где недалеко от Сочи, в Сочинском национальном парке, были обнаружены горные панорамы и реликтовые леса. Создатели решили одновременно снимать вторую и третью части, что стало первым случаем в российской киноиндустрии, когда съёмки двух сиквелов проходят в одно время. Для съёмок использовали широкую географию, чтобы было интереснее следить за героями, которые непрерывно путешествуют, и максимально разнообразить пейзаж. Для создания столицы сказочной страны использовали процедурное моделирование с помощью нейронных сетей. В результате появился живой город с домами, улицами, деревьями, колодцами и коновязями. Арт-директор визуальных эффектов Анатолий Тур рассказывал, что для одного кадра часто нужно было совмещать два или три изображения. 
Премьера картины «Последний богатырь: Корень зла» состоялась 1 января 2021 года. Фильм получил в целом положительные отзывы критиков, которые нарекли его лёгким и весёлым, который подходит для просмотра как детям, так и взрослым, однако немного покритиковали затянутость и отход от русского фольклора. «Последний богатырь: Корень зла» имел успех по кассовым сборам. К концу января 2021 года картина собрала более 2 млрд рублей и стала четвёртым российским фильмом с такими сборами. Кроме того, «Последний богатырь: Корень зла» стал самым кассовым фильмом в России с начала пандемии коронавируса, обогнав по сборам боевик «Довод». Телевизионная премьера фильма состоялась 1 января 2022 года на телеканале «Россия-1».
Прямое продолжение, «Последний богатырь: Посланник тьмы», вышло в декабре 2021 года.

## Сюжет
Фильм начинается с похода Ивана и богатырей во главе с Финистом — Ясным соколом, который, будучи самым сильным из дружины, подшучивает над Ваней, богатырской силой обделённым. После успешной поимки чудища, которым оказался Колобок, нападающий на деревенский скот, Иван возвращается в свой терем, обставленный современной техникой. Ему надоедает жизнь в условиях Древней Руси, поэтому с помощью меча-кладенца он часто возвращается в современную Москву, мечтая однажды переселиться туда вместе с Василисой насовсем. Однако она эту идею не одобряет.
В Белогорье проводят соревнования с целью выявить лучшего богатыря. Все участники, кроме Финиста, проваливают полосу препятствий, и Иван, которому надоели подколы в свою сторону и попытки Финиста флиртовать с Василисой, решает сам принять участие, чтобы утереть сопернику нос. Перед этим он пытается переправиться в Москву, но сила кладенца иссякает и портал не открывается. Если Финист проходил полосу препятствий с помощью силы и ловкости, то Иван успешно делает это, применяя смекалку и находчивость. Однако триумф главного героя прерывают Варвара и Галина, которые прибывают на праздник, чтобы забрать у Ильи меч-кладенец. Они околдовывают богатырей и напускают на деревню живые корни, завязывается битва, и злодеи одерживают верх. Однако старой команде героев, вместе с присоединившимися к ним Финистом и Колобком, удаётся сбежать, прихватив с собой кладенец.
Параллельно с событиями показываются сцены из прошлого. Девочка-сирота и крестьянка, решившая ей помочь, укалывают пальцы о колдовской цветок и оказываются под властью какого-то страшного существа. Вылечиться нельзя — Баба-Яга, когда крестьянка приводит к ней больную девочку, советует её утопить. Девушка этого не делает, а ночью и с ней происходит то же самое.
В пути Баба-Яга рассказывает, что ранее видела магию, подобную этой. 1000 лет назад жил в этих землях добрый колдун Белогор, но, оказавшись на пороге смерти, он решил стать бессмертным, для этого он выковал меч-кладенец. Его ученик Микула решил забрать бессмертие себе и для этого, обратившись ко злу, предал учителя и убил его, став Кощеем Бессмертным. Однако тёмная сила не убила Белогора. Обиженный на людей, не ценивших его, и на предавшего его ученика, он стал злым существом, состоящим из корней — Роголебом. Чтобы полноценно вернуться к жизни, ему требовался меч-кладенец. Для поисков меча он стал обращать людей в своих слуг, но из всех смогли выжить только Галина и Варвара. Яга говорит, что только Кощей знает, как можно одолеть Роголеба. Однако героям сперва предстоит вытащить Кощея из страны мёртвых. Чтобы добраться туда, персонажи используют рыбу-кита, управлять которым способен только человек с богатырской силой, что опять даёт возможность Финисту показать своё превосходство. Тогда Иван крадёт у Яги волшебную ягоду-усилику, которая способна давать невероятную мощь. Поедая её, он делает вид, что наконец-то обрёл богатырскую силу.
Попав к стражнику страны мёртвых, Ваня хитростью обманывает его и проникает туда с целью забрать Кощея, однако там он встречает не только его, но и недавно убитого Роголебом отца. Выбравшись из страны мёртвых, Кощей рассказывает, что убить Роголеба можно, разрубив кладенцом камень, под которым тот когда-то был похоронен. На обратном пути Иван продолжает расходовать запасы волшебной ягоды, чтобы постоянно кичиться своей особой силой. На подходе к Белогорью Иван признаётся Василисе, что кладенец потерял свою волшебную силу, тогда она предлагает сделать привал. На привале к кладенцу, воткнутому в землю, возвращаются волшебные свойства.
Утром героев настигает Варвара с войском и наносит Финисту смертельную рану. У Ивана заканчивается запас усилики, и герои вынуждены бежать, оставив меч Варваре. Иван ссорится с Василисой и, в результате обвала, остаётся один с Колобком, а остальные спешат в Белогорье, чтобы спасти Финиста при помощи живой воды. Варвара перестаёт подчиняться матери и, найдя меч-кладенец, пытается вместе с ним улететь. Галина догоняет дочь, сбивает над лесом и околдовывает, но меч падает с высоты в лес, где его находит Чудо-Юдо и приносит Ивану.
Иван, Колобок и Чудо-Юдо отправляются на бой. Вместе с ними сражаются остальные и спасённый Финист. Колобок съедает Варвару, принявшую обличие совы. Кощей слишком поздно вспоминает, что, если разрубить мечом камень, Роголеб не умрёт, а наоборот, освободится. Бывший белый колдун воскресает в виде чудовища из корней, связывает и заживо закапывает в землю Кощея, Бабу-Ягу и всех остальных. Он собирается убить и Ивана.
Иван мысленно встречается с умершим отцом, где решает, ради чего он живёт. В нём просыпается богатырская сила, и вместе с Финистом и Колобком он сражается с Роголебом, сила которого идёт от земли, на которой он стоит. Иван разрубает мечом пространство и отправляет монстра в современную Москву, где вместо земли везде асфальт и бетон. Злой чародей Роголеб погибает, а закопанные друзья Ивана освобождаются. Светозар прогоняет и преследует Галину, а Иван делает Василисе предложение.
Сцены после титров:
- Галина, прося о помощи Великую тьму, погружается в чёрное озеро, чтобы получить злую силу.
- Много лет назад Илья Муромец живёт со своей женой Галей. Оказывается, что это та самая девушка, которую вместе с девочкой заколдовал Роголеб, и, по совместительству, названая мать Варвары (той самой девочки) и биологическая мать Ивана. Затем идёт тизер, намекающий на продолжение.

## В ролях
| Актёр                 | Роль                                   |
| --------------------- | -------------------------------------- |
| Виктор Хориняк        | Иван Ильич Муромец                     |
| Мила Сивацкая         | Василиса Премудрая                     |
| Сергей Бурунов        | Водяной                                |
| Екатерина Вилкова     | Варвара                                |
| Елена Яковлева        | знахарка и колдунья Баба-Яга           |
| Елена Валюшкина       | Галина мать Варвары, жена Ильи Муромца |
| Александр Семчев      | Чудо-юдо                               |
| Юрий Цурило           | Илья Муромец                           |
| Кирилл Зайцев         | богатырь Финист—Ясный сокол            |
| Гарик Харламов        | Колобок (озвучка)                      |
| Константин Лавроненко | Кощей Бессмертный                      |
| Тимофей Трибунцев     | маг Светозар                           |
| Владислав Ветров      | Белогор / Роголеб                      |
| Таисия Вилкова        | Галина в молодости                     |
| Марта Тимофеева       | Варвара в детстве                      |
| Никита Табунщик       | Микула юный Кощей                      |
| Всеволод Цурило       | Илья Муромец в молодости               |

## Съёмки
Съёмки фильма проходили на Крестовой горе, недалеко от города Губаха в Пермском крае и Карелии, а основные, где был целый город, проходили в Подмосковье.
Съёмки начались в июне 2020 года. На фотографиях со съёмочной площадки можно увидеть различные декорации: хижины, ледяных воинов. При этом известно, что события фильма будут происходить как зимой, так и летом. 
- На съёмках применяли новый вид оборудования — было много панорамных съёмок с использованием коптера[4].
- Сценаристы продолжили канон, начатый в первом фильме, пригласив в сказку злых духов (Кощея, Бабу Ягу, Водяного) и добавив новых волшебных помощников, например Колобка[13].

По степени сложности компьютерной графики, созданной для фильма, картин, равных фильму «Последний богатырь: Корень зла» в России пока нет.  
Рассказывает Анатолий Тур, арт-директор визуальных эффектов: «Обычно у нас есть кадр, в который мы вставляем трехмерного анимированного персонажа. Тут же мы столкнулись с тем, что для одного кадра часто нужно было совмещать два или три изображения. Например – есть актриса, которую сняли на хромакее, есть панорама города, над которым она пролетает, и нужно совместить изображения с двух камер. Они не совпадают, нужно их подобрать. К тому же, мы применяли абсолютно новый для нас вид оборудования – на съемках этого фильма было много панорамных съемок с использованием коптера. За коптер на съемках отвечали два человека. Один управлял камерой, которая на нем установлена, второй – собственно коптером. И синхронизировать их действия было очень сложно, приходилось учиться в процессе. Но результат мне нравится!»

## Выпуск

### Рекламная компания
5 декабря 2019 года на сайте «Одноклассники» был выложен первый тизер-трейлер к фильму. В 2020 году Disney представила промо-ролик к картине, в котором богатыри сражаются против Колобка, а этого персонажа озвучивает Гарик Харламов. Также на сайте телеканала «Россия-1» во «ВКонтакте» есть видео с анонсом фильма «Последний богатырь: Корень зла».

### Релиз
Выход фильма в прокат был запланирован на 24 декабря 2020 года в США, а в России он вышел 1 января 2021 года.

## Приём

### Кассовые сборы
За первую неделю проката фильм собрал в прокате целый миллиард рублей, а по предварительным прогнозам журнала Игромания фильм имеет шансы обойти сборы прошлой части и собрать за весь срок проката два миллиарда рублей. К концу января 2021 года фильм смог преодолеть планку в два миллиарда рублей, что составляет двадцать шесть с половиной миллионов долларов. Такая сумма оказалась рекордной для периода пандемии и действия ограничительных мер. 
Всего картину посмотрели порядка 7 млн зрителей.
Создатели фильма связывали его успех с тем, что после непростого 2020 года зрители соскучились по возможности семейного досуга. Лёгкая, весёлая сказочная история в кино оказалась тем, что необходимо было в новогодние каникулы.
По данным на 14 ноября 2021 года, кассовые сборы в России и СНГ составили 2 107 727 770 рублей. 

### Критика и отзывы
Фильм «Последний богатырь: Корень зла», вышедший в прокат, сумел завоевать симпатию большинства зрителей и профессиональных кинокритиков благодаря своему уникальному стилю повествования и ряду положительных аспектов. Рецензент сайта Film.ru, Настасья Горбачевская, оценивая картину, присудила ей заслуженные шесть звезд из возможных десяти. Она отметила особую прелесть юмора фильма, построенного на тонком обыгрывании русских народных сказочных сюжетов, подчеркнув особое очарование актеров, создающих незабываемые образы персонажей. Однако среди позитивных отзывов нельзя обойти стороной и некоторые критические замечания. Так, одной из главных претензий стало значительное снижение роли Водяного — героя первой части, который здесь неожиданно превращается в эпизодического персонажа. Этот ход вызвал некоторое разочарование у поклонников первого фильма. Еще одним предметом критики стал персонаж Колобка, появление которого создало больше вопросов, нежели удовольствия, оставаясь непонятным и нелепым элементом сценария. Отдельное внимание заслуживает факт частого появления элементов скрытой рекламы продуктов и брендов («продакт-плейсмента»), которое многим зрителям показалось неуместным и раздражающим. Однако даже несмотря на такие недостатки, фильм смог собрать вполне достойные оценки. Согласно агрегатору «Критиканство», лента набрала средние 60 баллов из ста, основываясь на мнениях тринадцати экспертов-кинокритиков.
Котонавты, Елена Иванова, 3 января 2021 г.

Увы, отечественное кинематографическое пространство снова упустило возможность внести свежую струю в жанр экранизации народной сказки. Уже давно назрела необходимость предложить зрителю нечто новое и оригинальное, способное оживить привычные сюжетные линии, переосмыслить знакомые архетипы и обогатить традиционные элементы новыми смыслами. Но пока фильмы продолжают следовать устоявшимся шаблонам, не предлагая никаких радикальных изменений или свежих идей.
25-й кадр, Сергей Прудников, 26 февраля 2021 г.

Продолжение полюбившейся истории — «Последний богатырь: Корень зла» уверенно держит марку оригинального фильма. Яркая картинка, добродушный юмор и узнаваемые мотивы русской культуры делают своё дело, вызывая чувство удовлетворения у зрителя. Картина сохраняет живость атмосферы, доставляя удовольствие как детям, так и взрослым, однако остаётся ощущение определённой усталости жанра. Отсутствует свежий взгляд, новая трактовка известных образов, хочется большего разнообразия и смелых экспериментов, ведь многие сцены начинают повторяться сами собой.
Российская газета, Алексей Литовченко, 28 декабря 2020 г.

Для детского фильма «Последний богатырь» идеально подходит задача увлечь юного зрителя яркими приключениями и забавными элементами народного фольклора. Простота сюжета позволяет легко воспринимать происходящее, погружаться в мир волшебства и магии, наслаждаясь ярким визуальным рядом и игрой талантливых артистов. Всё это делает фильм привлекательным и интересным для детей всех возрастов, позволяя отдохнуть и развлечься всей семьёй. Хотя порой чувствуются незначительные шероховатости, особенно в развитии некоторых второстепенных линий, общий итог впечатляет.
Meduza, Антон Долин, 1 января 2021 г.

Картина представляет собой увлекательную историю роста главного героя, проходящего путь трансформации от инфантильного юноши до зрелого мужчины, способного брать ответственность за себя и окружающих. Подобно древнему фольклорному мотиву «меча в камне», герой преодолевает испытания, учится мудрости и становится настоящим героем своего народа. Эта простая, но действенная концепция наполняет фильм особой атмосферой и привлекательностью, делая его понятным и близким каждому зрителю.
Виртуальные радости, Лия Плотникова, 26 января 2021 г.

Новый фильм франшизы продолжает развивать сюжет предыдущей ленты, сохраняя дух оригинальных приключений. Здесь мы вновь встречаем любимых героев, узнаём новых персонажей и путешествуем вместе с ними по миру русских сказок и легенд. Несмотря на некоторую однотипность подачи материала, авторы успешно сохраняют интерес зрителя к развитию событий, привлекательно играя с символическими образами наших предков. Фильм интересен как поклонникам серии, так и новым зрителям, которым любопытна русская культура и её интерпретация в современном искусстве.

## Продолжение
Съёмки сиквела «Последний богатырь: Посланник тьмы» проходили в Подмосковье и в городе Барвиха. Съёмки фильма прошли осенью 2019 года, а выход фильма изначально был запланирован на 2022 год, но вышел в конце 2021-го. Режиссёром фильма выступил Дмитрий Дьяченко (режиссёр предыдущих фильмов), продюсеры — Эдуард Илоян, Марина Жигалова-Озкан и Виталий Шляппо, сценарий написали Дмитрий Ян и Павел Данилов, в главной роли — Виктор Хориняк.